# Classic Haribo 1999
La Classic Haribo 1999, sesta edizione della corsa, si disputò il 21 febbraio 1999 su un percorso di 197,5 km tra Uzès e Marsiglia. Fu vinta dall'australiano Stuart O'Grady, che terminò in 4h34'55". La gara era classificata di categoria 1.3 nel calendario dell'UCI.

## Ordine d'arrivo (Top 10)
| Pos. | Corridore           | Squadra         | Tempo    |
| ---- | ------------------- | --------------- | -------- |
| 1    | Stuart O'Grady      | Crédit Agricole | 4h34'55" |
| 2    | Beat Zberg          | Rabobank        | s.t.     |
| 3    | Aleksandr Vinokurov | Casino          | s.t.     |
| 4    | Michael Boogerd     | Rabobank        | s.t.     |
| 5    | Jaan Kirsipuu       | Casino          | a 17"    |
| 6    | Nicolaj Bo Larsen   | Home-J&J        | s.t.     |
| 7    | Denis Zanette       | Team Polti      | s.t.     |
| 8    | Ludo Dierckxsens    | Lampre          | s.t.     |
| 9    | Franck Perque       | F. des Jeux     | s.t.     |
| 10   | Xavier Jan          | F. des Jeux     | a 1'14"  |